# ファイン・ライン (アルバム)
『ファイン・ライン』（Fine Line）は、2019年にリリースされたハリー・スタイルズの2枚目のスタジオ・アルバムである。
『ローリング・ストーン』誌の「歴代最高のアルバム500選」に選ばれている。

## 収録曲
1. ゴールデン - Golden
2. ウォーターメロン・シュガー - Watermelon Sugar
3. アドア・ユー　- Adore You
4. ライツ・アップ - Lights Up
5. チェリー - Cherry
6. フォーリング - Falling
7. トゥ・ビー・ソー・ロンリー　- To Be So Lonely
8. シー - She
9. サンフラワー、Vol.6 - Sunflower, Vol.6
10. キャニオン・ムーン - Canyon Moon
11. トリート・ピープル・ウィズ・カインドネス - Treat People with Kindness
12. ファイン・ライン - Fine Line